# Demigny
Demigny est une commune française située dans le département de Saône-et-Loire, en région Bourgogne-Franche-Comté.

## Géographie
Demigny se situe dans le Nord-Est de la Saône-et-Loire, en Bourgogne, quasiment à mi-distance entre Beaune et Chalon-sur-Saône.

### Géologie et relief
Sur le territoire de la commune est partiellement implantée une forêt domaniale : la forêt des Étangs (contenance totale : 622,44 ha), peuplée de feuillus.

### Climat
Pour des articles plus généraux, voir Climat de la Bourgogne-Franche-Comté et Climat de Saône-et-Loire.
En 2010, le climat de la commune est de type climat océanique dégradé des plaines du Centre et du Nord, selon une étude du Centre national de la recherche scientifique s'appuyant sur une série de données couvrant la période 1971-2000. En 2020, Météo-France publie une typologie des climats de la France métropolitaine dans laquelle la commune est dans une zone de transition entre le climat océanique altéré et le climat océanique altéré et est dans la région climatique Bourgogne, vallée de la Saône, caractérisée par un bon ensoleillement (1 900 h/an), un été chaud (18,5 °C), un air sec au printemps et en été et des vents faibles.
Pour la période 1971-2000, la température annuelle moyenne est de 11 °C, avec une amplitude thermique annuelle de 18 °C. Le cumul annuel moyen de précipitations est de 758 mm, avec 11,1 jours de précipitations en janvier et 7,3 jours en juillet. Pour la période 1991-2020, la température moyenne annuelle observée sur la station météorologique de Météo-France la plus proche, « La Rochepot », sur la commune de La Rochepot à 12 km à vol d'oiseau, est de 10,6 °C et le cumul annuel moyen de précipitations est de 849,5 mm. 
La température maximale relevée sur cette station est de 39 °C, atteinte le 12 août 2003 ; la température minimale est de −21 °C, atteinte le 9 janvier 1985,,.
Les paramètres climatiques de la commune ont été estimés pour le milieu du siècle (2041-2070) selon différents scénarios d'émission de gaz à effet de serre à partir des nouvelles projections climatiques de référence DRIAS-2020. Ils sont consultables sur un site dédié publié par Météo-France en novembre 2022.

## Urbanisme

### Typologie
Au 1er janvier 2024, Demigny est catégorisée bourg rural, selon la nouvelle grille communale de densité à sept niveaux définie par l'Insee en 2022.
Elle est située hors unité urbaine. Par ailleurs la commune fait partie de l'aire d'attraction de Beaune, dont elle est une commune de la couronne,. Cette aire, qui regroupe 64 communes, est catégorisée dans les aires de 50 000 à moins de 200 000 habitants,.

### Occupation des sols
L'occupation des sols de la commune, telle qu'elle ressort de la base de données européenne d’occupation biophysique des sols Corine Land Cover (CLC), est marquée par l'importance des forêts et milieux semi-naturels (50,6 % en 2018), une proportion identique à celle de 1990 (50,6 %). La répartition détaillée en 2018 est la suivante : forêts (50,6 %), terres arables (29,2 %), prairies (8,7 %), zones agricoles hétérogènes (5,3 %), zones urbanisées (4,3 %), cultures permanentes (1,9 %). L'évolution de l’occupation des sols de la commune et de ses infrastructures peut être observée sur les différentes représentations cartographiques du territoire : la carte de Cassini (XVIIIe siècle), la carte d'état-major (1820-1866) et les cartes ou photos aériennes de l'IGN pour la période actuelle (1950 à aujourd'hui).

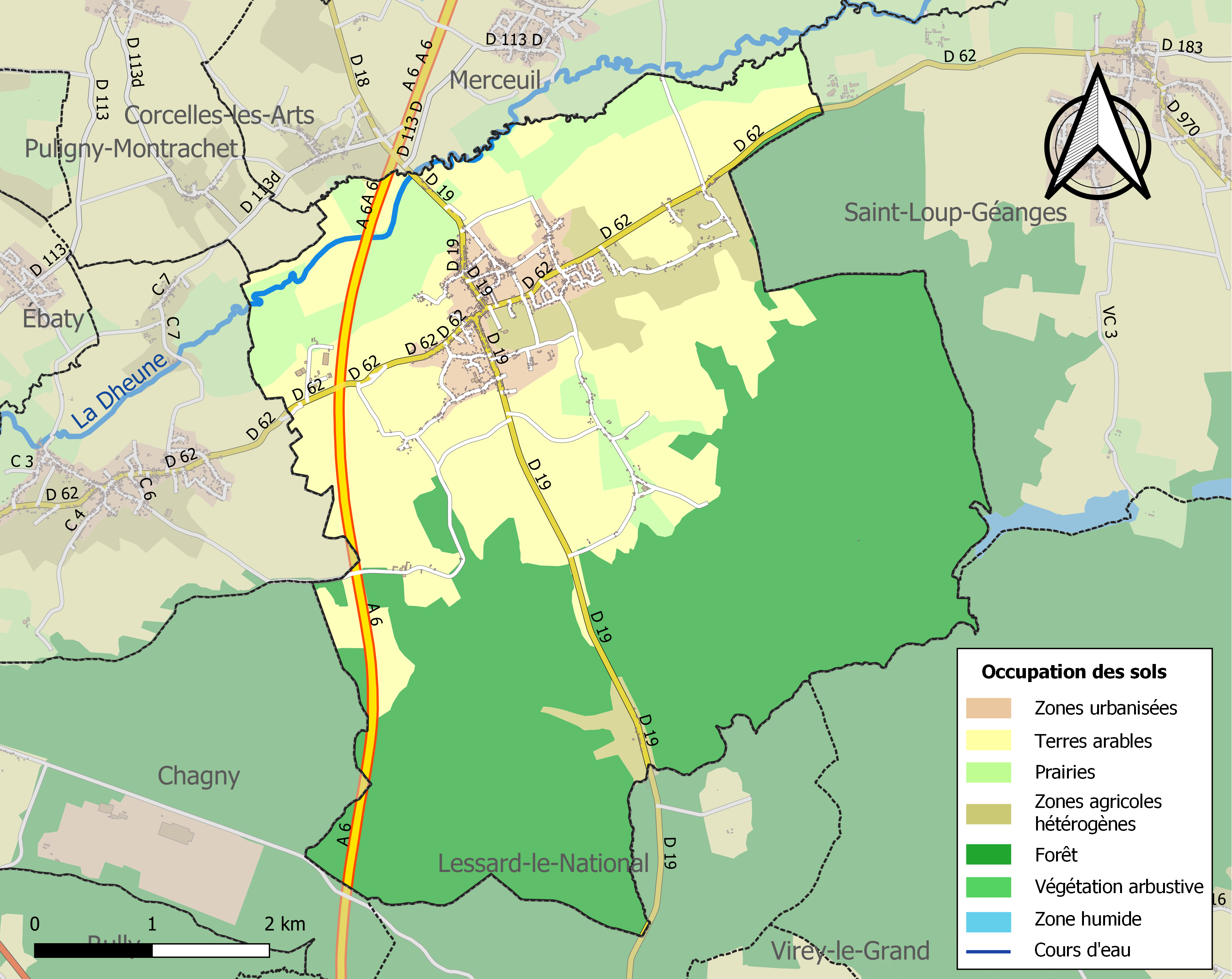
Carte des infrastructures et de l'occupation des sols de la commune en 2018 (CLC).

## Histoire
Les templiers, au XIIIe siècle ont une chapelle dans cette paroisse. Son existence est constatée par une charte de 1225, qui contient l'accord réalisé sous la médiation de l'évêque Guy Ier de Vergy, concernant des rentes en grains qui donnèrent lieu à un désaccord entre l'abbesse de l'abbaye Saint-Andoche d'Autun et les religieux de l'ordre des Templiers, possesseurs de la chapelle sur un territoire nommé Curma.

## Héraldique
|  | Les armes de la commune se blasonnent ainsi : D’azur à la tierce d’argent, accompagnée en chef d’un faucon à la tête contournée et chaperonnée d’or et en pointe d’une rose du même. |

## Politique et administration

### Listes des maires
| Période                                  | Période   | Identité            | Étiquette | Qualité |
| ---------------------------------------- | --------- | ------------------- | --------- | ------- |
| Mars 1983                                | Mars 1989 | Marcel Genelot      | DVG       |         |
| Mars 1989                                | Mars 2008 | Jean-Jacques Jarlot |           |         |
| Mars 2008                                | Juin 2020 | Maurice Naigeon     | DVD       |         |
| Juin 2020                                | En cours  | Marie-Claire Dilly  |           |         |
| Les données manquantes sont à compléter. |           |                     |           |         |

### Canton et intercommunalité
La commune fait partie du l'intercommunalité du Grand Chalon.

## Population et société

### Démographie

#### Évolution démographique
L'évolution du nombre d'habitants est connue à travers les recensements de la population effectués dans la commune depuis 1793. Pour les communes de moins de 10 000 habitants, une enquête de recensement portant sur toute la population est réalisée tous les cinq ans, les populations de référence des années intermédiaires étant quant à elles estimées par interpolation ou extrapolation. Pour la commune, le premier recensement exhaustif entrant dans le cadre du nouveau dispositif a été réalisé en 2006.

En 2022, la commune comptait 1 769 habitants, en évolution de −1,06 % par rapport à 2016 (Saône-et-Loire : −1,06 %, France hors Mayotte : +2,11 %).
| 1793  | 1800  | 1806  | 1821  | 1831  | 1836  | 1841  | 1846  | 1851  |
| ----- | ----- | ----- | ----- | ----- | ----- | ----- | ----- | ----- |
| 1 577 | 1 583 | 1 266 | 1 551 | 1 597 | 1 687 | 1 707 | 1 750 | 1 767 |

| 1856  | 1861  | 1866  | 1872  | 1876  | 1881  | 1886  | 1891  | 1896  |
| ----- | ----- | ----- | ----- | ----- | ----- | ----- | ----- | ----- |
| 1 638 | 1 664 | 1 697 | 1 710 | 1 749 | 1 684 | 1 651 | 1 611 | 1 507 |

| 1901  | 1906  | 1911  | 1921  | 1926  | 1931  | 1936  | 1946  | 1954  |
| ----- | ----- | ----- | ----- | ----- | ----- | ----- | ----- | ----- |
| 1 504 | 1 518 | 1 336 | 1 150 | 1 067 | 1 078 | 1 027 | 1 014 | 1 023 |

| 1962 | 1968 | 1975 | 1982  | 1990  | 1999  | 2006  | 2011  | 2016  |
| ---- | ---- | ---- | ----- | ----- | ----- | ----- | ----- | ----- |
| 959  | 885  | 851  | 1 224 | 1 473 | 1 535 | 1 735 | 1 769 | 1 788 |

| 2021  | 2022  | - | - | - | - | - | - | - |
| ----- | ----- | - | - | - | - | - | - | - |
| 1 776 | 1 769 | - | - | - | - | - | - | - |

### Associations et événements

#### Fanfare de Demigny
La fanfare de Demigny est l'harmonie du village, elle fut fondée en 1859 par Émile Guimet. En 1968, par manque de musiciens, elle vient grossir les rangs de l'harmonie municipale de Chagny. En 1981, Jacques Bordet, alors directeur de la fanfare, crée une école de musique ayant pour but de former et d'amener de nouveaux éléments au sein de la société. Ainsi en 1987, la fanfare quitte l'harmonie municipale de Chagny pour retrouver sa place au sein de son village. À la suite du décès de Jacques Bordet en 1998, son fils Jocelyn Bordet prend la direction de la fanfare et son autre fils Jean Jacques Bordet la direction de l'école de musique de Demigny.

#### Maison des Jeunes et de la Culture de Demigny
La Maison des Jeunes et de la Culture de Demigny offre la possibilité à toutes les personnes intéressées de prendre conscience de leurs aptitudes, de développer leur personnalité et de se préparer à devenir des citoyens actifs et responsables d’une communauté vivante.
Le lieu principal se situe salle du Wauxhall, place du 11 novembre. Les activités proposées incluent :
- la bibliothèque ;
- le cinéma ;
- les jeux :
  - tarot,
  - poker, créé en 2010, le « Holdemigny Pokert 71 » est un club d'initiation au poker ;
- le théâtre ;
- le VTT ;
- le cross ;
- la marche : l'association Entre nous ça marche a pour objectif la randonnée, la découverte du patrimoine naturel, architectural et de l'environnement, et gère 50 kilomètres de sentiers de randonnée sur la commune de Demigny.

#### FestivalDemigny on the Rock
De 1990 à 2019, le village de Demigny accueille un festival de musiques actuelles nommé « Demigny on the Rock ». Chaque année le rock, le ska, la chanson, le reggae et le métal sont mis à l'honneur. Il a lieu chaque année au début du mois de mai et est organisé par la Maison des Jeunes et de la Culture de Demigny. Le festival fait sa dernière édition en 2019.
Des groupes d'envergure nationale y sont programmés, ainsi que la scène régionale. Y sont venus entre autres : Marcel et son orchestre, Enhancer, Punish Yourself, Freedom For King Kong, Sidilarsen, Tagada Jones, Kaly Live Dub, Uncommenmenfrommars, Les Fatals Picards, Los Tres Puntos, Kill The Young, Mass Hysteria, Percubaba, Lofofora, X Makeena, Pigalle, Les Sales Majestés, Le Peuple de l'herbe, etc.

## Culture locale et patrimoine

### Lieux et monuments
- Château de Demigny.
- Croix de l'ancien cimetière, en face de l'église.
- Église Saint-Martial-de-Limoges de Demigny.
- Monument aux morts.

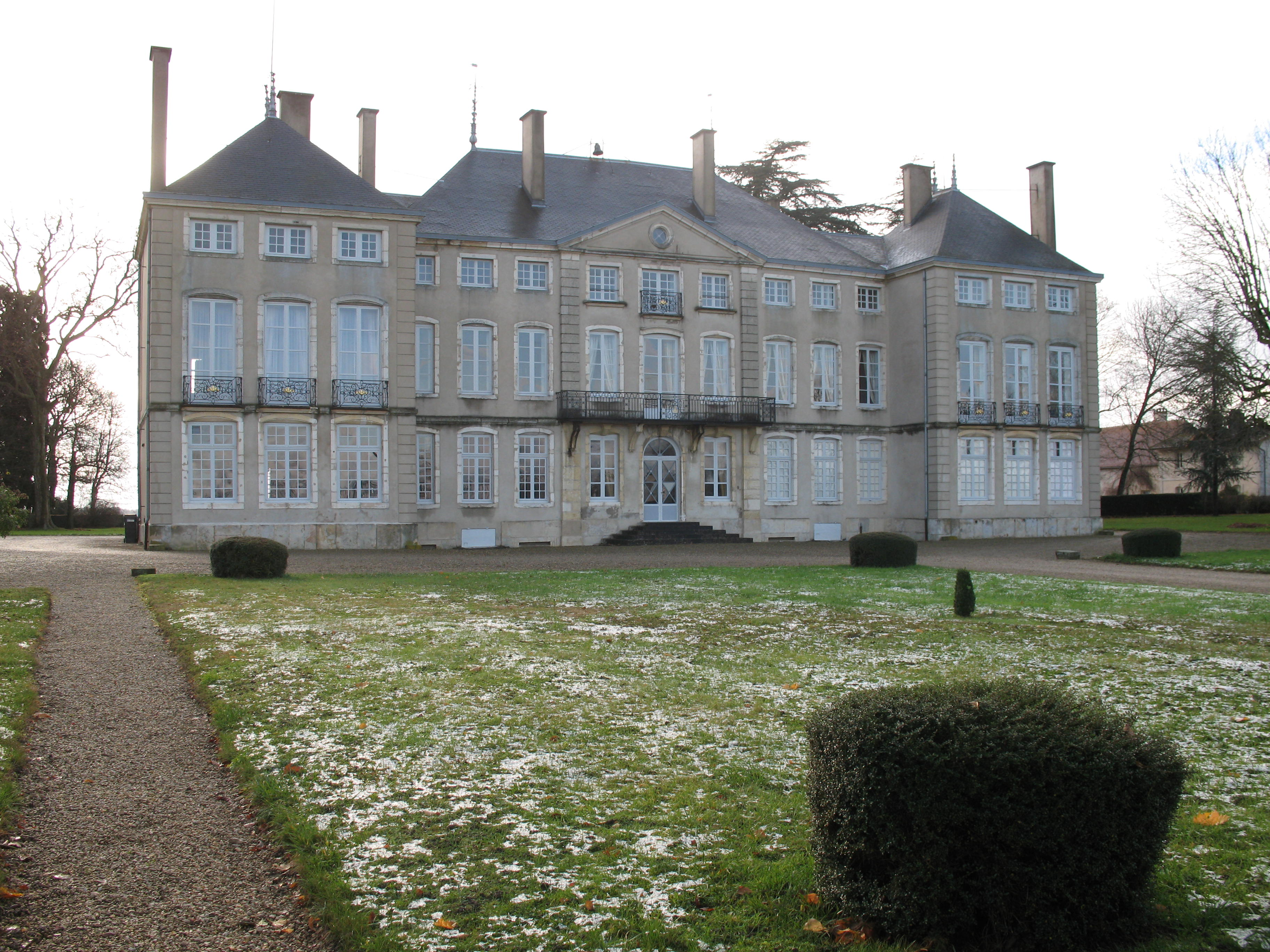
Château de Demigny.
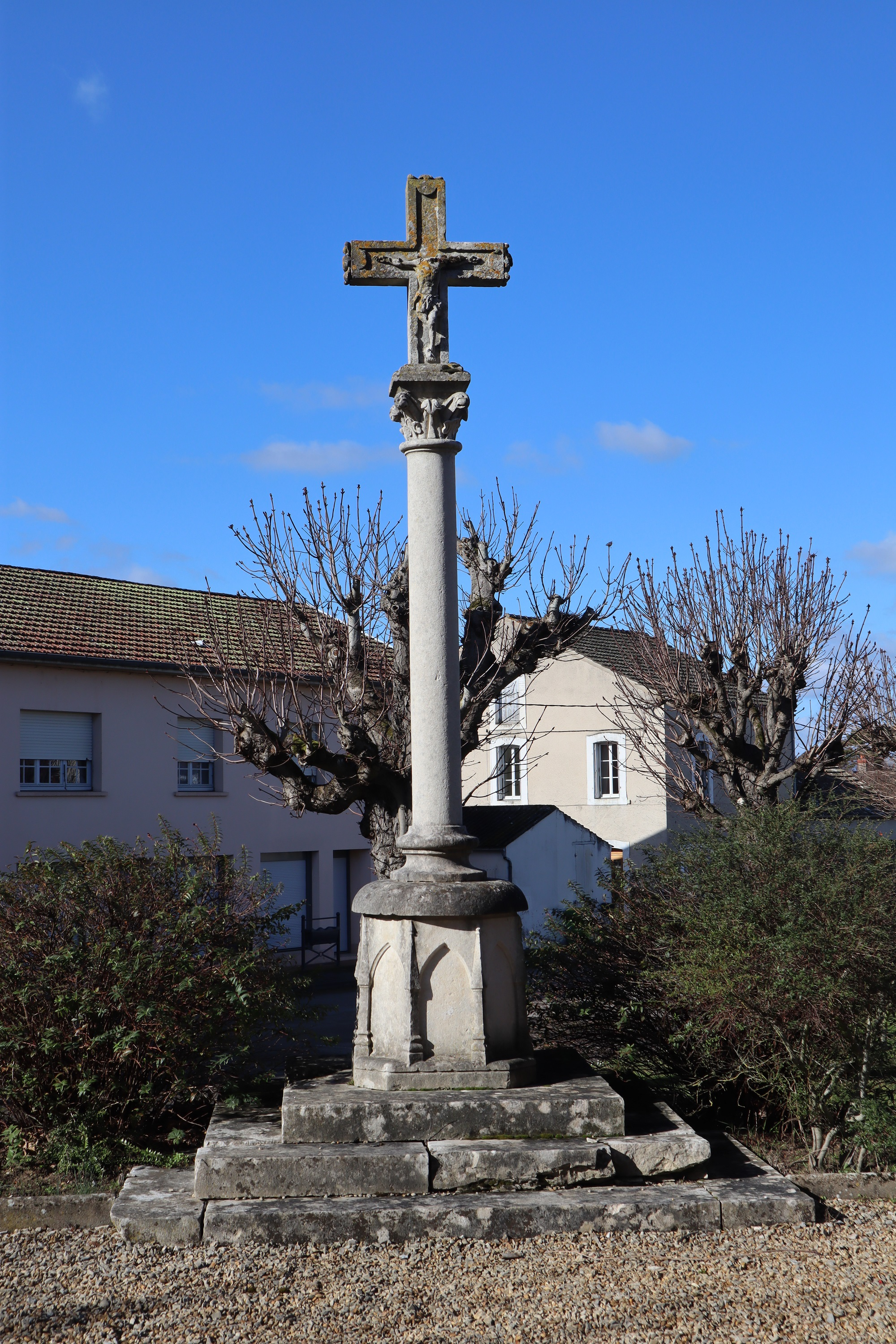
Croix du placître.
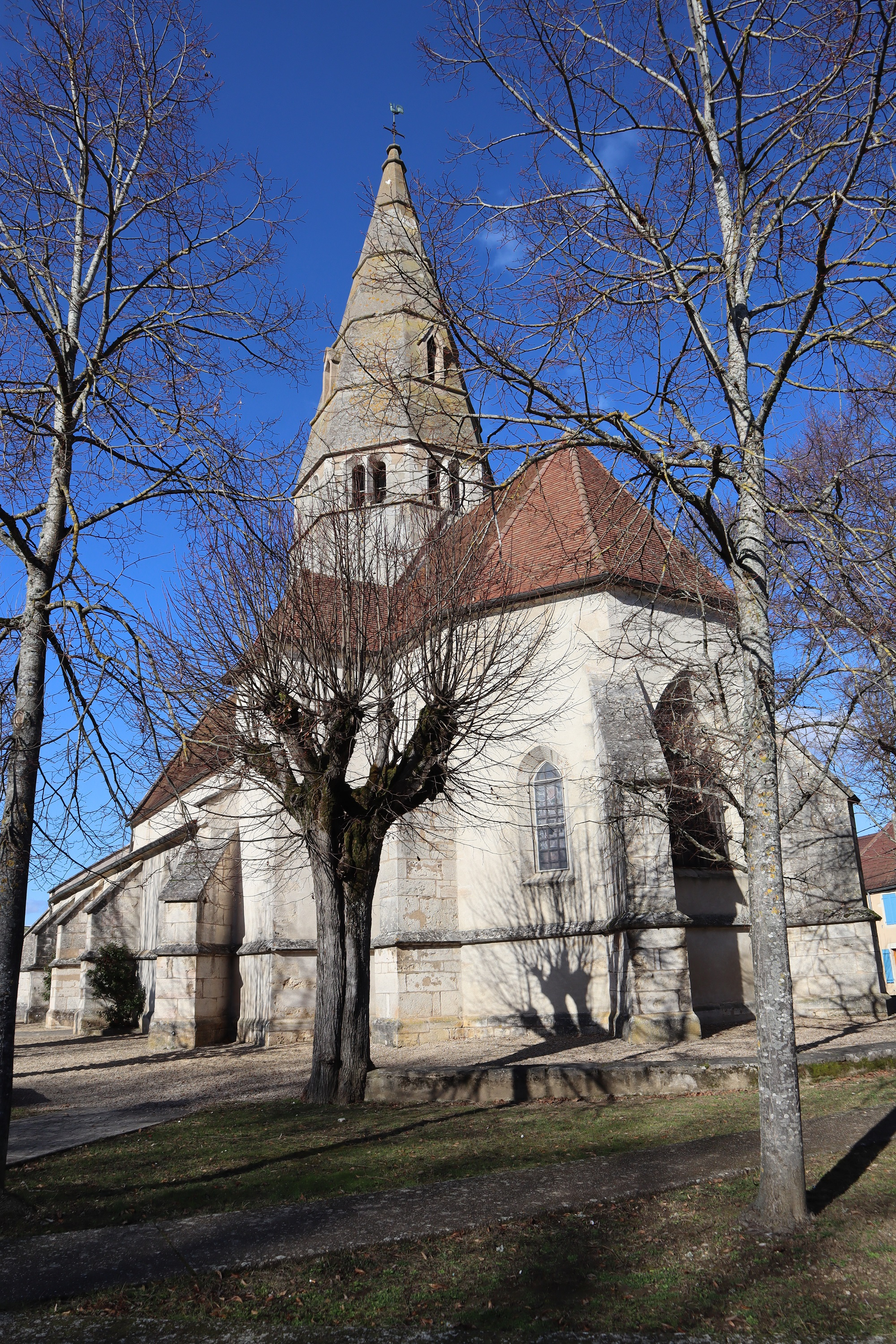
Église Saint-Martial.
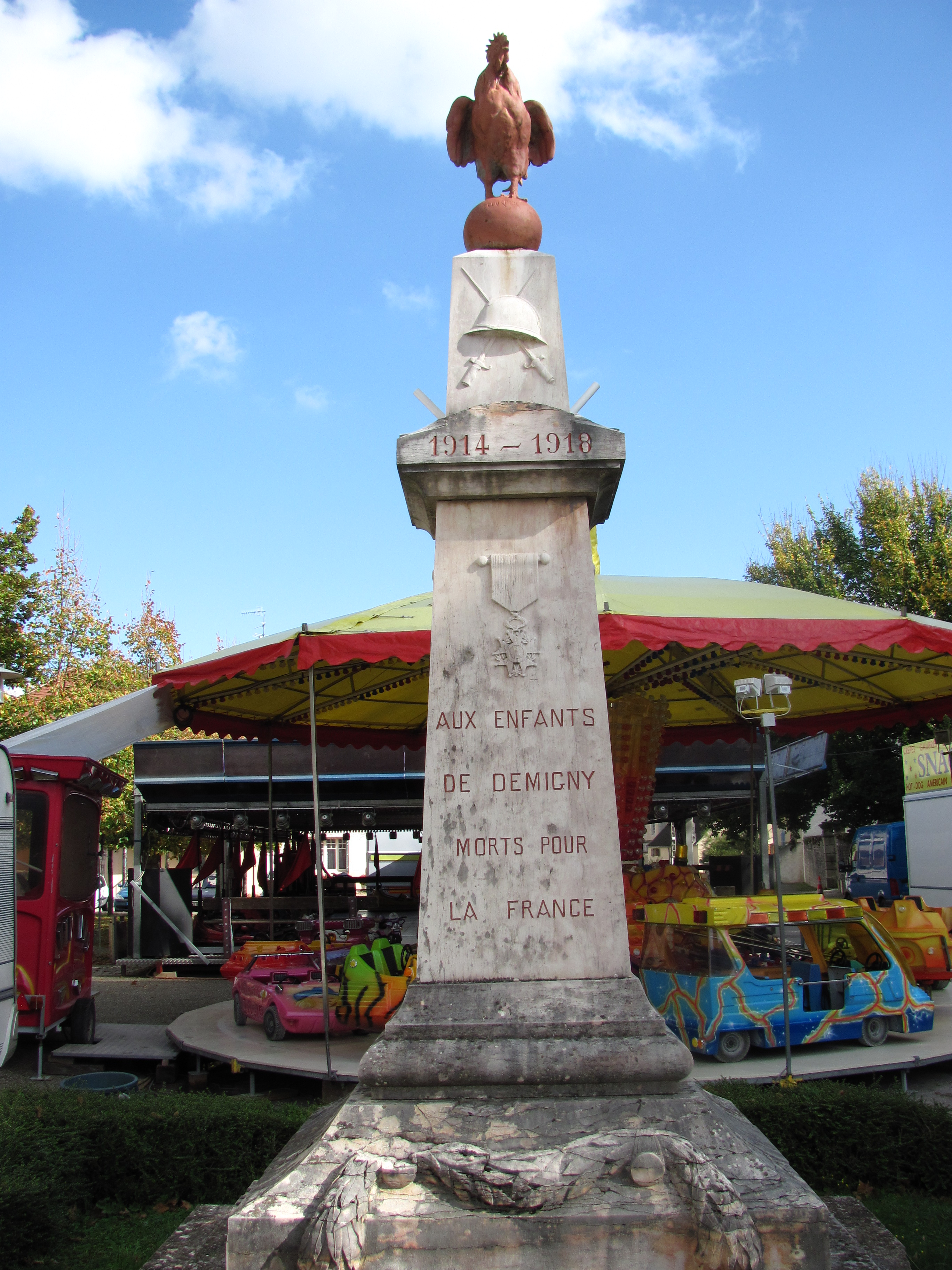
Monument aux morts.

### Personnalités liées à la commune
- Jean Barberet (1837-1920), syndicaliste et homme politique socialiste français.
- Charles Devevey (1858-1900), peintre français.
- Théodore de Foudras (1800-1872), romancier français, ayant vécu au château de Demigny.
- François Maistre (1925-2016), acteur français, né et enterré à Demigny.